# Acrocirrus validus
Acrocirrus validus är en ringmaskart som beskrevs av Marenzeller 1879. Acrocirrus validus ingår i släktet Acrocirrus och familjen Acrocirridae. Inga underarter finns listade i Catalogue of Life.